# Nome inférieur du Sycomore

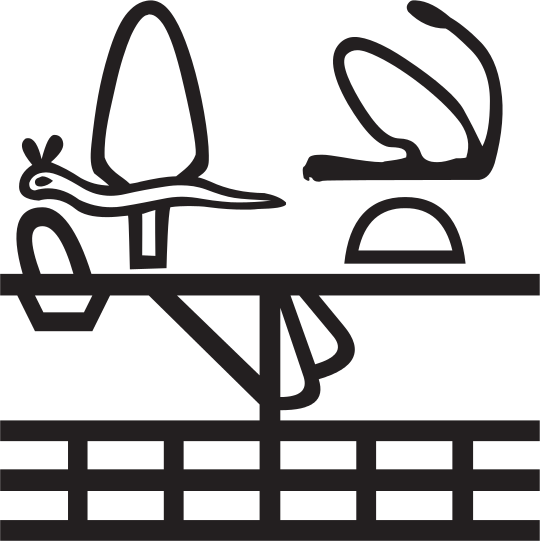
Hiéroglyphe symbole du Nome.

Le nome inférieur du Sycomore (nḏft pḥt) est l'un des 42 nomes (division administrative) de l'Égypte antique. C'est l'un des vingt-deux nomes de la Haute-Égypte et il porte le numéro quatorze.

## Géographie
Ce nome faisait moins de 31 km de long selon la liste des nomes de Sésostris Ier. C'est dans la partie septentrionale du nome que le bras du Nil Bahr Youssouf, alimentant le Fayoum, se détache du Nil. 
Si la carte des nomes de Haute-Égypte publié entre autres dans l'ouvrage de Michel Dessoudeix montre un nome s'étendant des deux côtés du Nil, Pierre Montet propose quant à lui que le nome était situé uniquement sur la rive occidentale, en face du 12e nome. Ainsi, dans le premier cas, le nome est bordé au nord par le nome du Lièvre (15e) et au sud, côté rive occidentale par le nome supérieur du Sycomore (13e) et côté rive orientale par le nome de la Vipère de montagne (12e). Dans le second cas, le nome étant entièrement côté rive occidentale, il est bordé au nord par le nome du Lièvre (15e), au sud par nome supérieur du Sycomore (13e) et est entièrement situé en face du nome de la Vipère de montagne (12e).
Il semble qu'une piste désertique depuis l'oasis d'Al-Farafra débouchait dans ce nome, là où les pistes en provenance des oasis méridionales (Al-Kharga et Ad-Dakhla) débouchaient dans le 13e nome et les pistes en provenance des oasis septentrionales (Al-Bahariya) débouchaient dans le 15e nome.

## Histoire
La capitale du nome était Cusae (l'actuelle El-Qousiya), qui n'a cependant pas été fouillée. La nécropole de cette ville était Meir (en), dont l'étude est la principale source de connaissances sur ce nome.
Le nome devait avoir une certaine richesse pendant la VIe dynastie, comme l'attestent les deux tombes des père et fils Pépi-Ânkh surnommé Heneny-hery-ib-ânkh et Ânkh-Pépi surnommé Heneny-kem ; si la première garde malgré tout un caractère provinciale, la seconde rivalise avec celles de Saqqarah de la même époque.
À la suite du conflit ayant mené à la réunification égyptienne par Montouhotep II, les rois de la fin de la XIe dynastie et du début de la XIIe dynastie ont semble-t-il confié la gestion du nome à des Medjaÿ comme l'attestent les tombes des nomarques de cette époque. Ainsi se sont succédé trois nomarques Medjaÿ de père en fils nommés respectivement Senbi fils d'Oukhhotep, Oukhhotep fils de Senbi et Senbi fils d'Oukhhotep fils de Senbi. Pendant un certain temps après la réunification, le pays restait politiquement relativement instable, et le pouvoir devait s'assurer la maîtrise de ses frontières ; or les Medjaÿ ont souvent été employés en tant que policier, et notamment du désert. Ceux du 14e nome devaient donc assurer la police de la piste menant à l'oasis d'Al-Farafra.

## Divinités locales

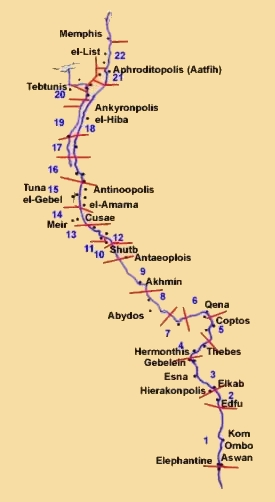
Les nomes de Haute-Égypte

La divinité locale principale était Hathor, divinité récurrente des tombes de l'Ancien Empire et du Moyen Empire dans la nécropole de Meir, mais y était également vénéré le fétiche Oukh et le dieu Qis.

## Lieux principaux
- Cusae (Qjs en ancien égyptien[4])
  - Meir (en) (nécropole)